# Werner Fischel
Werner Fischel (* 21. Oktober 1900 in Saarburg; † 8. Dezember 1977 in Leipzig) war einer der ersten akademischen Vertreter der Ethologie in Deutschland. Er erhielt am 1. September 1941 eine Dozentur für Tierpsychologie in Leipzig – die erste in Deutschland.

## Werdegang
Werner Fischel war das älteste von vier Kindern einer Juristenfamilie und studierte nach dem Abitur Naturwissenschaften in Würzburg, Königsberg und München. In München festigte sich sein Interesse an der Psychologie, speziell an der experimentellen Erforschung des Tierverhaltens. 1925 schrieb er seine Doktorarbeit und wurde bei Otto Koehler in München promoviert, zum tierpsychologischen Thema Haben Vögel ein Zahlengedächtnis. Im Anschluss an seine Promotion forschte er u. a. bei Frederik Jacobus Johannes Buytendijk in Groningen. Ab 1935 konnte er im Zoologischen Garten von Münster (Westfalen) eine Forschungsstelle für Tierpsychologie aufbauen, 1937 wurde er in Münster habilitiert. Am 29. Januar 1940 beantragte er die Aufnahme in die NSDAP und wurde zum 1. April desselben Jahres aufgenommen (Mitgliedsnummer 7.958.122). Von 1941 bis 1945 war er an der Universität Leipzig als Dozent für Tierpsychologie tätig und leitete die erst 1941 innerhalb der Psychologie neu eingerichtete tierpsychologische Abteilung.
Da auch viele Gebäude der Leipziger Universität durch die Bombenangriffe im Zweiten Weltkrieg zerstört wurden, wechselte Fischel 1947 zunächst nach Bamberg, ab 1950 war er Privatdozent an der Universität München. 1953 kehrte er als Professor an die Karl-Marx-Universität in Leipzig zurück, wo er bis zu seiner Emeritierung im Jahr 1966 das Institut für Psychologie und bis 1968 die Abteilung für Tierpsychologie leitete. Hierbei kam ihm zugute, dass die DDR-Führung an der Leipziger Universität den Forschungsschwerpunkt für tierpsychologische und biopsychologische Forschungen der DDR ansiedelte.
Werner Fischel befasste sich anfangs vor allem mit ethologischen Themen wie der Erforschung von Gedächtnis und Erinnerungsvermögen bei Hunden, später aber auch mit neurobiologischen und humanpsychologischen Fragestellungen. Er publizierte zahlreiche populärwissenschaftliche Bücher.
In seiner Studie Die Professionalisierung der deutschen Psychologie im Nationalsozialismus (Suhrkamp 1988) wies Ulfried Geuter darauf hin, dass Werner Fischel seine berufliche Karriere ganz wesentlich den militärpolitischen Zielen der deutschen Wehrmacht zu verdanken hatte: Die Leipziger Universität habe die Einrichtung einer Dozentur für Tierpsychologie „u. a. mit dem Argument erreicht, dass die Heeresleitung an der Pflege der Hundepsychologie interessiert sei“. Zuvor habe bereits im Januar 1941 das Oberkommando des Heeres ausdrücklich sein Interesse „an theoretischer wie angewandter tierpsychologischer Forschung an deutschen Hochschulen“ bekundet.

## Schriften
- Abstammungslehre und Tierpsychologie. In: Sudhoffs Archiv für Geschichte der Medizin und der Naturwissenschaften (SudArch), Band 27, 1934, S. 511 ff.
- Psyche und Leistung der Tiere. de Gruyter Verlag, Berlin 1938.
- Leben und Erlebnis bei Tieren und Menschen. Eine Ontologie des Lebendigen. Johann Ambrosius Barth, München 1949
- Die kämpferische Auflage in der Tierwelt. Johann Ambrosius Barth, Leipzig 1955.
- Die Seele des Hundes. Verlag Paul Parey 1961.

## Belege
1. ↑  Curriculum vitae Werner Fischel, in der Liste der Professoren der Universität Leipzig von 1945–1991.
2. ↑  Bundesarchiv R 9361-IX KARTEI/8811566
3. ↑  Harry Waibel: Diener vieler Herren. Ehemalige NS-Funktionäre in der SBZ/DDR. Peter Lang, Frankfurt am Main u. a. 2011, ISBN 978-3-631-63542-1, S. 87.

| Personendaten    | Personendaten                                  |
| ---------------- | ---------------------------------------------- |
| NAME             | Fischel, Werner                                |
| ALTERNATIVNAMEN  | Fischel, Werner Max Hermann                    |
| KURZBESCHREIBUNG | deutscher akademischer Vertreter der Ethologie |
| GEBURTSDATUM     | 21. Oktober 1900                               |
| GEBURTSORT       | Saarburg                                       |
| STERBEDATUM      | 8. Dezember 1977                               |
| STERBEORT        | Leipzig                                        |